# Джеффрі Александер
Джеффрі Чарльз Александер (англ. Jeffrey С. Alexander; 30 травня 1947) — американський соціолог, засновник неофункціоналізму в соціології, фундатор напряму культуральної соціології. Професор соціології (Lillian Chavenson Saden Professor of Sociology; 2004-) Єльського університету, професор-емерит (з 2001) Каліфорнійського університету в Лос-Анджелесі.